# DIPF Leibniz-Institut für Bildungsforschung und Bildungsinformation

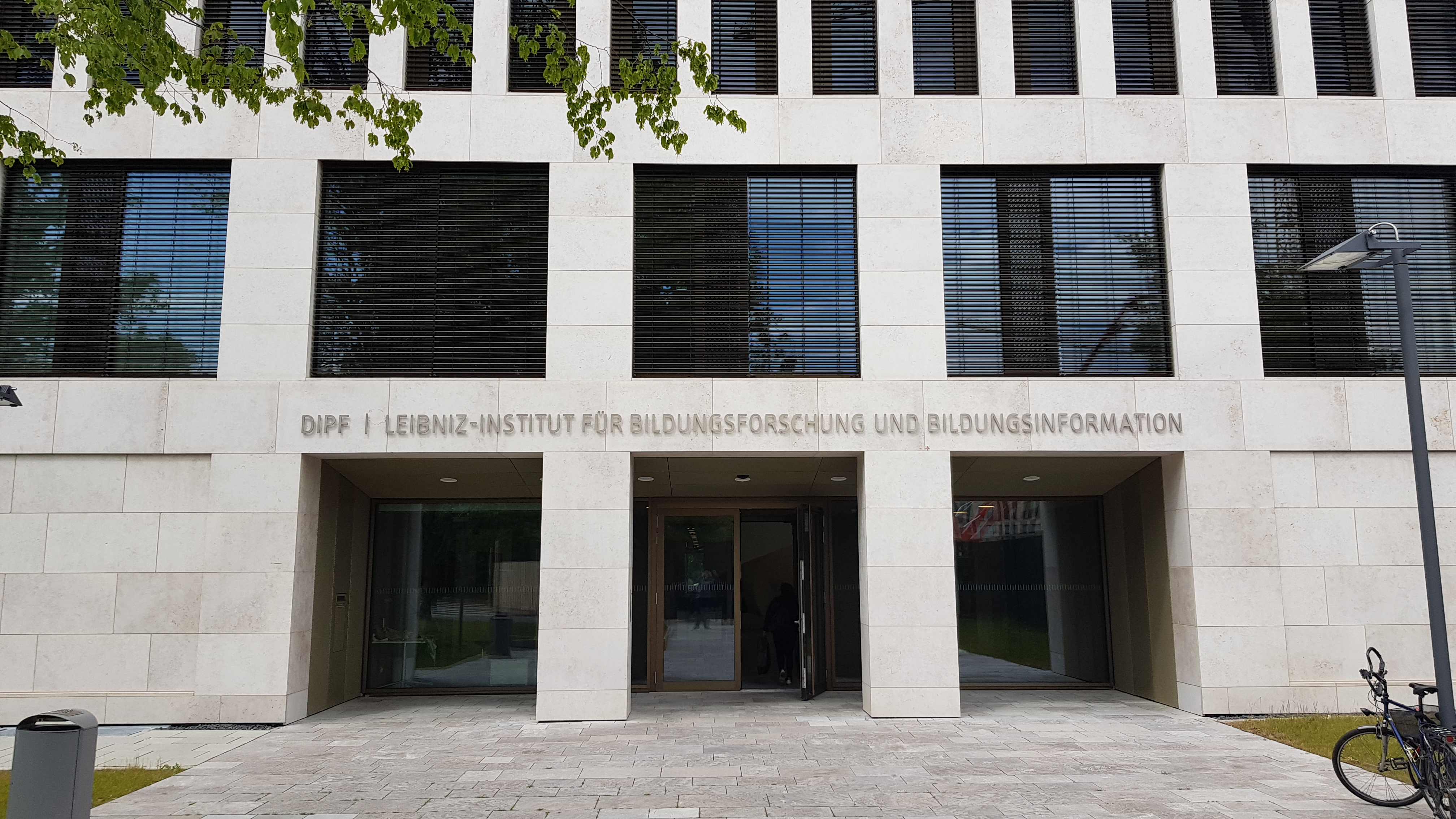
Haupteingang des Neubaus von 2018 in der Rostocker Straße

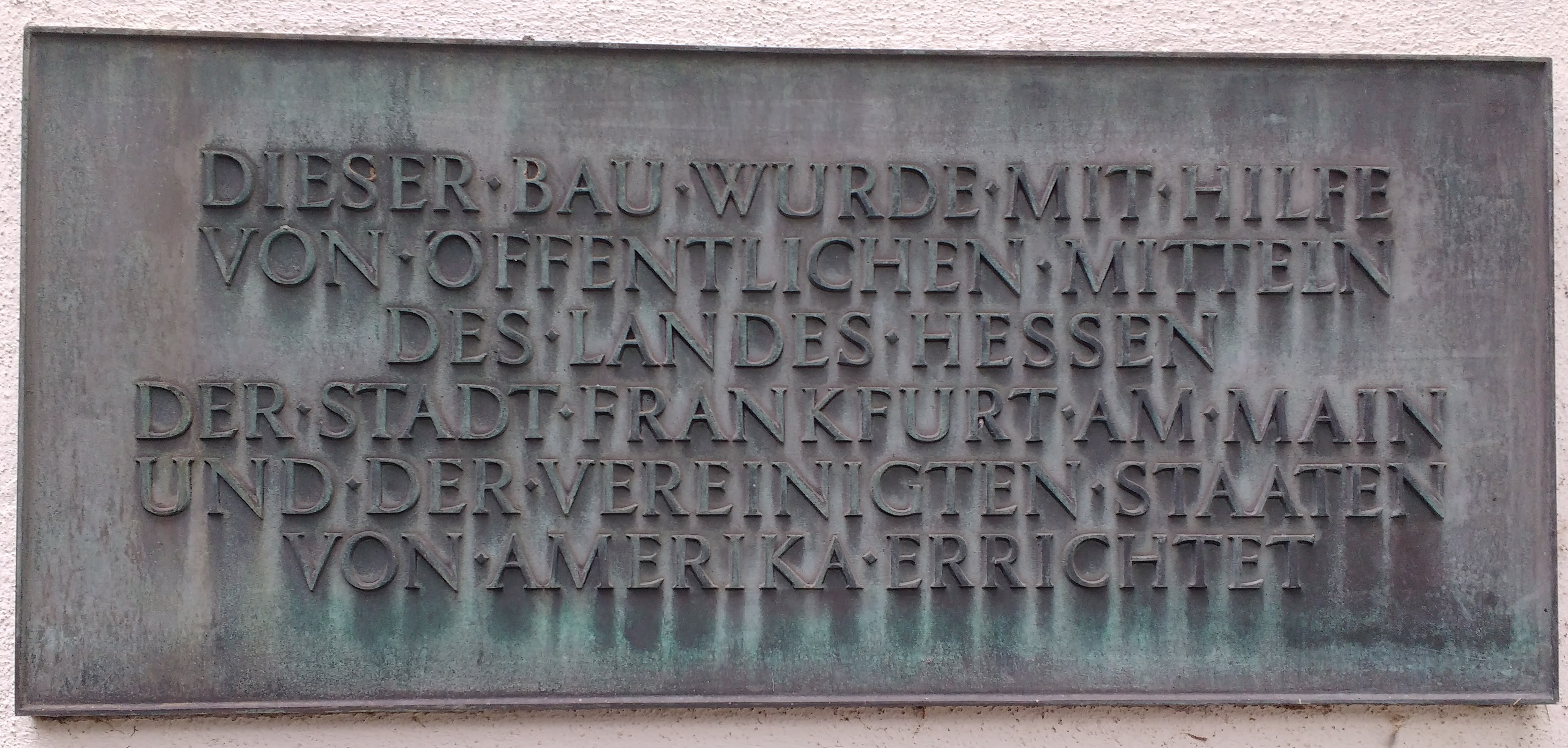
Erinnerungsplakette an den Wiederaufbau des Gebäudes und dessen Förderung im Rahmen des amerikanischen Reeducation-Programms

Das DIPF | Leibniz-Institut für Bildungsforschung und Bildungsinformation (kurz DIPF, bis 2018: Deutsches Institut für Internationale Pädagogische Forschung) ist eine wissenschaftliche Einrichtung auf dem Gebiet der Bildungsforschung. Zugleich entwickelt das DIPF Angebote der Forschungsinfrastruktur und der Informationsinfrastruktur und stellt diese bereit. Zielgruppen des Instituts sind Wissenschaft, Administration und Praxis im Bildungsbereich, die das DIPF durch empirische Forschungsarbeiten und Evaluationen zum deutschen Bildungssystem (etwa wissenschaftliche Begleitungen von Bildungsreformen), durch Anwendungen (etwa zur Messung von Schülerkompetenzen) und durch Informationsdienste (etwa zu Fachpublikationen) unterstützt. Das DIPF hat Standorte in Frankfurt am Main und in Berlin und wird als Mitglied der Leibniz-Gemeinschaft von Bund und Ländern finanziert. Zudem wirbt das Institut wettbewerblich vergebene Drittmittel ein, die zum Beispiel von der Deutschen Forschungsgemeinschaft vergeben werden. Das DIPF kooperiert mit mehreren wissenschaftlichen Einrichtungen, darunter mit der Goethe-Universität Frankfurt und der Humboldt-Universität zu Berlin.

## Geschichte
Das DIPF wurde 1951 vom Land Hessen unter der Bezeichnung Hochschule für Internationale Pädagogische Forschung in Frankfurt am Main gegründet. Diese Hochschule stand in der Tradition der US-amerikanischen Reeducation-Politik und der von Robert Havemann und dem Bildungsreformer Fritz Karsen begründeten Deutschen Forschungshochschule in Berlin-Dahlem. Erster und langjähriger Direktor war Erich Hylla.
Seit 1952 residierte das Institut im Gebäude der ehemaligen Kaufunger-Schule in Frankfurt-Bockenheim, Schloßstraße 29. 1964 wurde es in Deutsches Institut für Internationale Pädagogische Forschung (DIPF) umbenannt, in das Königsteiner Staatsabkommen aufgenommen und fortan von allen Bundesländern gemeinsam finanziert. Seit 1977 erfolgt die Finanzierung zu gleichen Teilen durch Bund und Länder. 1992 übernahm das DIPF Teile der Akademie der Pädagogischen Wissenschaften der DDR, die in der DIPF-Abteilung Bibliothek für Bildungsgeschichtliche Forschung (BBF) aufgingen. Die BBF ist eine Forschungsbibliothek mit Sondersammelgebietsfunktion zur Bildungsgeschichte mit Sitz in Berlin.

In den Jahren nach seiner Gründung wirkten am DIPF neben Erich Hylla Forscher wie Eugen Lemberg, Walter Schultze und Heinrich Roth. Einflussreiche DIPF-Forscher der jüngeren Vergangenheit sind beziehungsweise waren Wolfgang Mitter, Hermann Avenarius und Lutz Eckensberger. Derzeit sind Marcus Hasselhorn, Mareike Kunter, Kai Maaz, Marc Rittberger und Sabine Reh Direktoren am Institut. Im November 2018 ist das DIPF in ein neues Institutsgebäude auf dem Campus Westend der Johann Wolfgang Goethe-Universität Frankfurt am Main gezogen. Zugleich wurde es erneut umbenannt: in DIPF | Leibniz-Institut für Bildungsforschung und Bildungsinformation. 

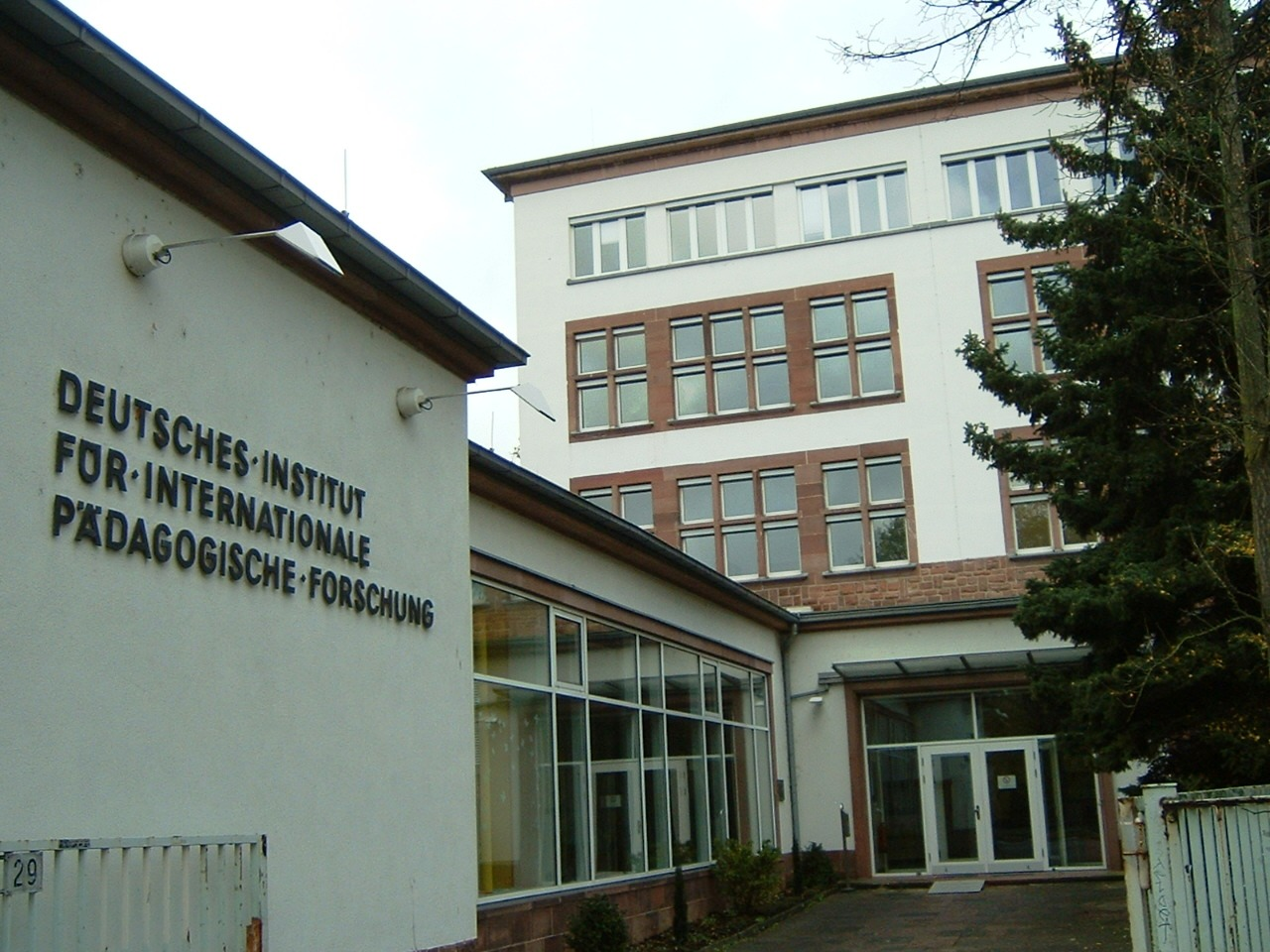
Eingang Schloßstraße, ehemaliger Standort in Frankfurt

## Arbeitsschwerpunkte
Das DIPF ist unter anderem an Forschungen zum internationalen Vergleich von Bildungsqualität und Bildungserträgen beteiligt. Dazu gehört die Studie PISA. Das DIPF übernahm unter anderem 2009 die deutsche Projektleitung von PISA und trägt 2015 die Verantwortung für alle international eingesetzten Fragebogen zu den Bedingungen, unter denen die Jugendlichen lernen. Die bereits abgeschlossene Studie DESI („Deutsch-Englisch-Schülerleistungen International“) ist ein weiteres Beispiel für Forschungsarbeiten am DIPF. Zentrale Angebote im Bereich der wissenschaftlichen Infrastrukturleistungen des DIPF sind das Fachportal Pädagogik, die Virtuelle Fachbibliothek für das Fach Pädagogik, und der Deutsche Bildungsserver – beide zusammen mit zahlreichen Kooperationspartnern erbracht – sowie das vom Rat für Sozial- und Wirtschaftsdaten akkreditierte Forschungsdatenzentrum Bildung und der Verbund Forschungsdaten Bildung (VerbundFDB). Letzteres ist Teil einer überregionalen Forschungsdateninfrastruktur.
Über das Forschungsdatenzentrum (FDZ) Bildung archiviert und stellt das DIPF Forschungsdaten und Instrumente aus Bildungsstudien wie PISA, IGLU oder DESI für die wissenschaftliche Nutzung bereit. Der vom DIPF koordinierte Verbund Forschungsdaten Bildung (VerbundFDB) bietet neben einer umfangreichen Suche nach Forschungsdaten und Instrumenten auch Beratungen und Schulungen zum Forschungsdatenmanagement an.

### Bildungsqualität
Ein Teil der Forschung am DIPF konzentriert sich auf die Lern- und Unterrichtsqualität der Allgemeinbildenden Schule. Dafür werden zum Teil international angelegte Fragebogen- und Leistungsstudien sowie qualitative längsschnittliche Untersuchungen durchgeführt, die die Wirksamkeit einer Intervention überprüfen. Um die Lernergebnisse von Schülern empirisch zu erfassen, werden zudem Modelle und Messverfahren der Psychometrie entwickelt, mit denen ausgewählte Kompetenzen erfasst und beschrieben werden können.

### Nationaler Bildungsbericht
Der Bericht Bildung in Deutschland ist eine alle zwei Jahre erscheinende empirische Bestandsaufnahme des deutschen Bildungswesens. Der Nationale Bildungsbericht wird von Wissenschaftlern des DIPF in Zusammenarbeit mit weiteren Forschungseinrichtungen erstellt. Der Bericht betrachtet das gesamte deutsche Bildungswesen, widmet sich darüber hinaus aber auch immer ausgewählten Schwerpunktthemen. Bislang waren dies „Bildung und Migration“ (2006), „Bildungsübergänge im Anschluss an den Sekundarbereich II“ (2008), „Bildung und demografischer Wandel“ (2010), „Kulturelle Bildung“ (2012), „Menschen mit Behinderungen im Bildungssystem“ (2014), erneut „Bildung und Migration“ (2016), „Wirkungen und Erträge von Bildung“ (2018), „Bildung in einer digitalisierten Welt“ (2020), „Bildungspersonal“ (2022) und zuletzt „Berufliche Bildung“ (2024).
Zur Autorengruppe des nationalen Bildungsberichts gehören neben dem DIPF das Deutsche Jugendinstitut, die Hochschul-Informations-System GmbH, das Soziologische Forschungsinstitut Göttingen sowie die Statistischen Ämter des Bundes und der Länder. Die Erstellung des Bildungsberichts wird von der Kultusministerkonferenz (KMK) und dem Bundesministerium für Bildung und Forschung (BMBF) gefördert.

### IDeA-Zentrum
Weiterer Schwerpunkt ist das vom DIPF sowie der Goethe-Universität in Kooperation mit dem Sigmund-Freud-Institut gegründete interdisziplinäre Forschungszentrum zu frühkindlicher Bildung IDeA (Research on Individual Development and Adaptive Education of Children at Risk).
Hier untersuchen Wissenschaftler, wie soziale und neurokognitive Faktoren den Entwicklungsprozess von Kindern beeinflussen können und welche Risiken für den Bildungserfolg bestehen – zum Beispiel bei Kindern mit Aufmerksamkeitsdefizit-/Hyperaktivitätsstörung (ADHS) oder Migrationshintergrund. Ziel ist, die Lernchancen von Kindern zu verbessern.
Das IDeA-Zentrum wurde zunächst im Rahmen der Landes-Offensive zur Entwicklung Wissenschaftlich-ökonomischer Exzellenz (LOEWE) der hessischen Landesregierung gefördert und 2014 auf Beschluss der Gemeinsamen Wissenschaftskonferenz als dauerhafte Koordinationsaufgabe an das DIPF übertragen.

### TBA – Zentrum für technologiebasiertes Assessment
TBA (Technology Based Assessment) ist ein interdisziplinäres Forschungs- und Infrastrukturzentrum am DIPF, das technologiebasierte Verfahren zur Erfassung von Lernergebnissen entwickelt. Es unterstützt Bildungsforschungseinrichtungen und -projekte bei der Implementation von Leistungs- und Fragebogenerhebungen, beispielsweise durch Entwicklung und Bereitstellung von Software. Darüber hinaus betreibt TBA grundlagen- und anwendungsorientierte Forschung. TBA ist an nationalen wie internationalen Projekten beteiligt, so z. B. an den Studien PISA und PIAAC sowie am Nationalen Bildungspanel NEPS.

## Organisation

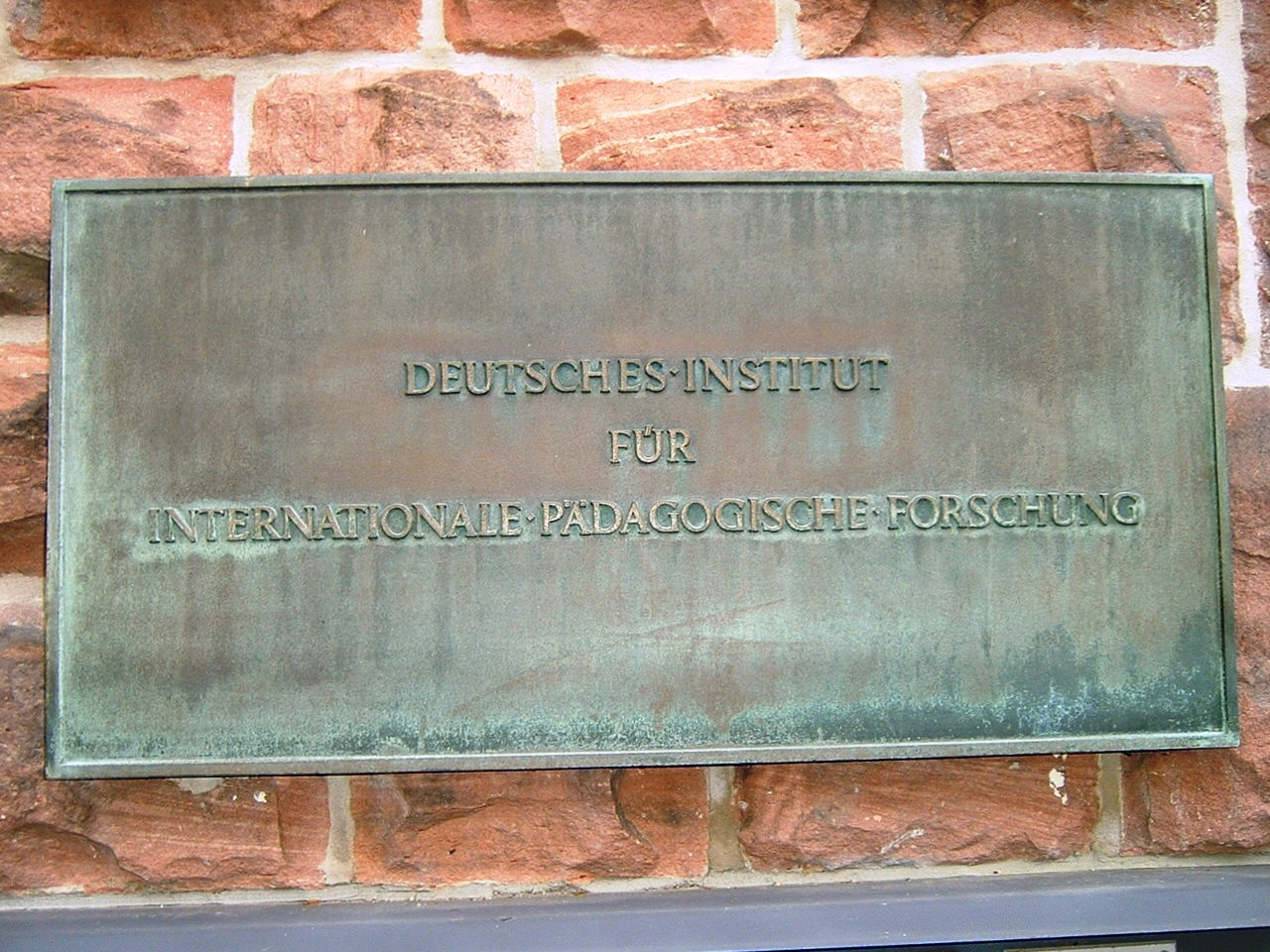
Hinweistafel

- Vorsitzender des Stiftungsrats: Manfred Prenzel[17]
- Geschäftsführender Direktor des Instituts: Kai Maaz[18]
- Vorsitzende des Wissenschaftlichen Beirats: Tina Hascher[19][20]

## Belege
1. ↑  Institutsprofil auf der DIPF-Website (Memento vom 8. April 2015 im Internet Archive)
2. ↑  Einen ausführlichen Überblick über die unmittelbare Gründungsgeschichte des DIPF gibt Frank H. Jonas: Educational Research in Germany in: Information Bulletin. Monthly magazine of the Office of the US High Commissioner for Germany, 10/1952, S. 3–6, 32 (englisch); Digitalisat; PDF des ersten Teils
3. ↑  Institutsgeschichte auf der DIPF-Website
4. ↑  Philip Stirm: Das DIPF mit neuem Namen und neuem Zuhause. In: IDW. Abgerufen am 16. Mai 2019.
5. ↑  PISA-Informationsbroschüre des Zentrums für Internationale Bildungsvergleichsstudien (Memento vom 22. Dezember 2015 im Internet Archive)
6. ↑  Forschungsdatenzentrum (FDZ) Bildung
7. ↑  Verbund Forschungsdaten Bildung (VerbundFDB). Abgerufen am 1. Juli 2025.
8. ↑  FDZ Bildung am DIPF | Leibniz-Institut für Bildungsforschung und Bildungsinformation: Forschungsdaten und Instrumente im FDZ Bildung. Archiviert vom Original am 1. November 2020; abgerufen am 1. Juli 2025.
9. ↑  Forschungsdatenzentrum Bildung — DIPF | Leibniz-Institut für Bildungsforschung und Bildungsinformation. Abgerufen am 1. Juli 2025.
10. ↑  Verbund Forschungsdaten Bildung — DIPF | Leibniz-Institut für Bildungsforschung und Bildungsinformation. Abgerufen am 1. Juli 2025.
11. ↑  Beschreibung des Forschungsschwerpunkts auf der DIPF-Website (Memento vom 2. April 2015 im Internet Archive)
12. ↑  Nähere Informationen zu dem Themenfeld auf der Website des DFG-Schwerpunktprogramms „Kompetenzmodelle“ (Memento vom 2. März 2015 im Internet Archive)
13. ↑  Website des Nationalen Bildungsberichts
14. ↑  Website des IDeA-Zentrums
15. ↑  Hessisches Ministerium für Wissenschaft und Kunst, August 2013 (Memento vom 2. April 2015 im Internet Archive)
16. ↑  Website von Technology Based Assessment
17. ↑  Gremien (Memento des Originals vom 13. Oktober 2011 im Internet Archive)  Info: Der Archivlink wurde automatisch eingesetzt und noch nicht geprüft. Bitte prüfe Original- und Archivlink gemäß Anleitung und entferne dann diesen Hinweis. Übersicht über die Gremien des DIPF
18. ↑  Neue geschäftsführende Leitung des DIPF. Abgerufen am 15. November 2019.
19. ↑  Gremien — Deutsches Institut für Internationale Pädagogische Forschung. Abgerufen am 9. Februar 2022.
20. ↑  Lehrstuhlseite

Koordinaten: 50° 7′ 20,6″ N, 8° 38′ 18,5″ O